# Berosus aculeatus
Berosus aculeatus är en skalbaggsart som beskrevs av Leconte 1855. Berosus aculeatus ingår i släktet Berosus och familjen palpbaggar. Inga underarter finns listade i Catalogue of Life.